# Max Gazzè

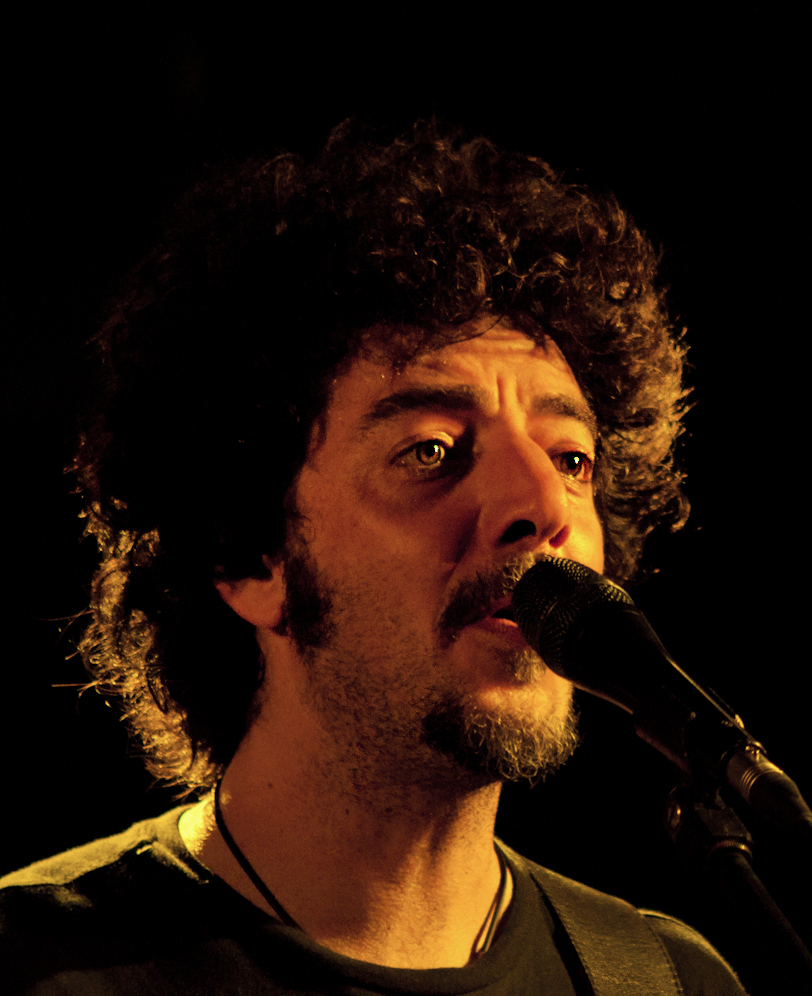
Max Gazzè live 2011

Max Gazzè (* 6. Juli 1967 in Rom als Massimiliano Gazzè) ist ein italienischer Popsänger, Songwriter, Bassist und Schauspieler.

## Karriere
Gazzè wuchs in Belgien auf, wohin seine Familie gezogen war. Dort besuchte er die Europäische Schule Brüssel II und betätigte sich als Bassist in mehreren lokalen Bands. Anfang der 80er-Jahre spielte er fünf Jahre lang in der englischen Northern-Soul-Gruppe 4 Play 4, wo er sich auch als Songwriter und Arrangeur betätigte. Später zog er nach Südfrankreich und arbeitete unter anderem als Produzent für Pyramid und Tiziana Kutich. Mit Beginn der 90er-Jahre kehrte Gazzè schließlich nach Rom zurück und setzte seine Arbeit im Musikbereich fort: Er komponierte Musik für Kurzfilme, arbeitete mit Musikern wie Alex Britti, Niccolò Fabi oder Daniele Silvestri zusammen und spielte selbst kurze Zeit in der RnB-Gruppe Emporium.

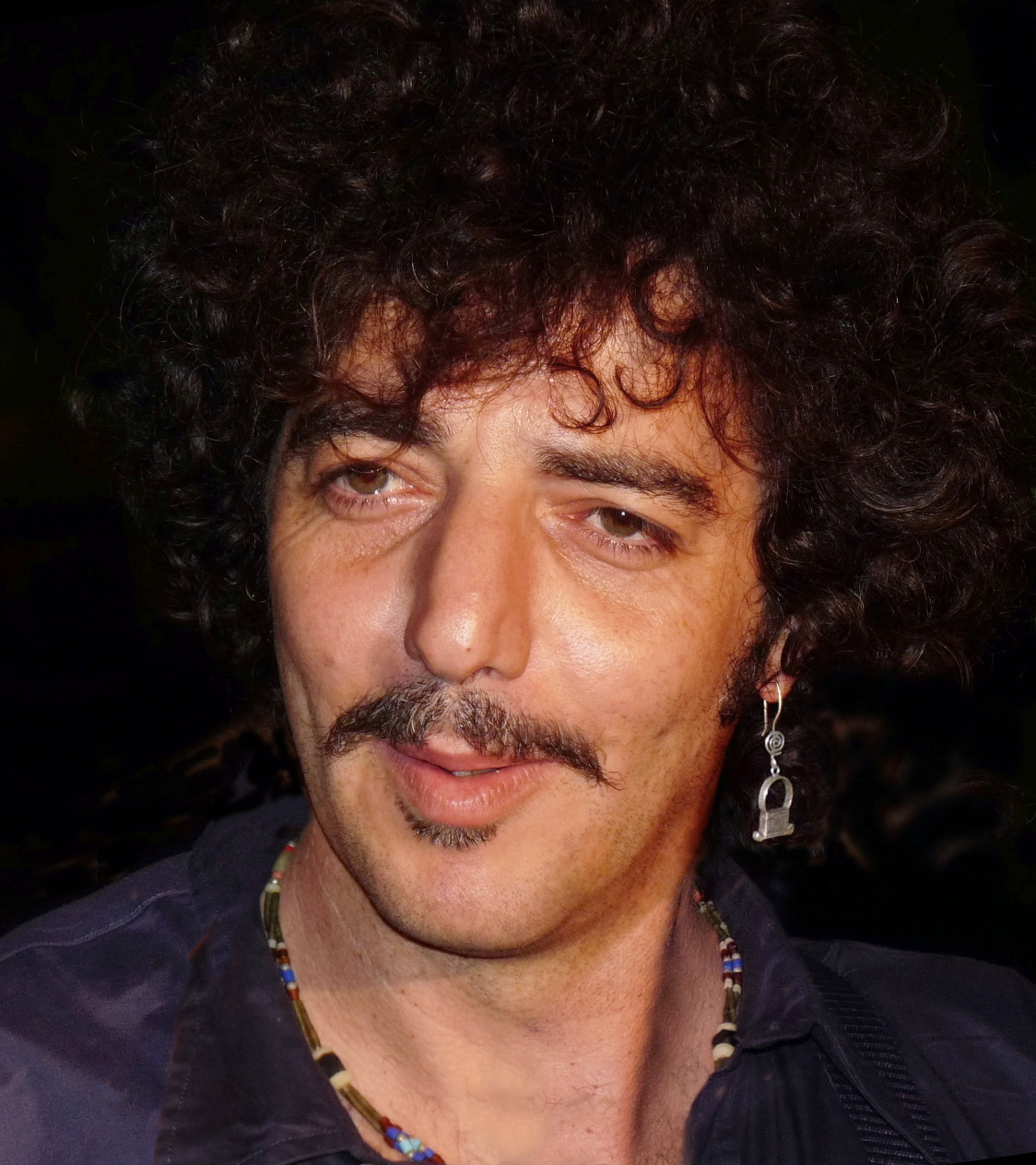
Gazzè 2009

Im Jahr 1996 legte der Musiker mit Contro un’onda del mare bei Virgin Records sein Debütalbum vor, das er vorab als Opening Act von Franco Battiato präsentieren konnte. Mit dem Lied Cara Valentina bewarb er sich 1997 im Wettbewerb Sanremo Giovani für die Newcomer-Kategorie des Sanremo-Festivals des Folgejahres, schaffte es jedoch nicht durch die Auswahl. 1998 trat er zusammen mit Niccolò Fabi beim Wettbewerb Un disco per l’estate an und gewann mit dem Lied Vento d’estate. Beide Wettbewerbsbeiträge waren auf dem zweiten Album La favola di Adamo ed Eva enthalten. Im Jahr darauf konnte Gazzè mit Una musica può fare endlich in Sanremo ins Rennen gehen. Schon 2000 kehrte er dorthin (nun in der Hauptkategorie) zurück und präsentierte Il timido ubriaco, Single aus seinem dritten Studioalbum Max Gazzè. Ein Jahr später erschien das nächste Album Ognuno fa quello che gli pare?, das auch Zusammenarbeiten mit Paola Turci und Carmen Consoli enthielt.
In den Folgejahren verstärkte Gazzè seine Konzerttätigkeit. 2003 wechselte er zu Capitol Records, 2004 erschien unter diesem Label das nächste Album Un giorno, 2005 folgte die Kompilation Raduni 1995-2005. Die EMI veröffentlichte 2007 außerdem The Best of Platinum. Nach weiterer Zusammenarbeit mit Daniele Silvestri und einer gemeinsamen Tournee mit Paola Turci und Marina Rei nahm Gazzè 2008 erneut am Sanremo-Festival teil; sein Wettbewerbsbeitrag Il solito sesso kündigte das neue Album Tra l’aratro e la radio an, das erstmals nicht bei EMI erschien. 2010 hatte er sein Debüt als Schauspieler im Film Basilicata Coast to Coast von Rocco Papaleo, für dessen Soundtrack er auch das Lied Mentre dormi aufnahm, das 2011 den David di Donatello für den besten Filmsong gewann. Es erschien im Album Quindi? bei Universal.

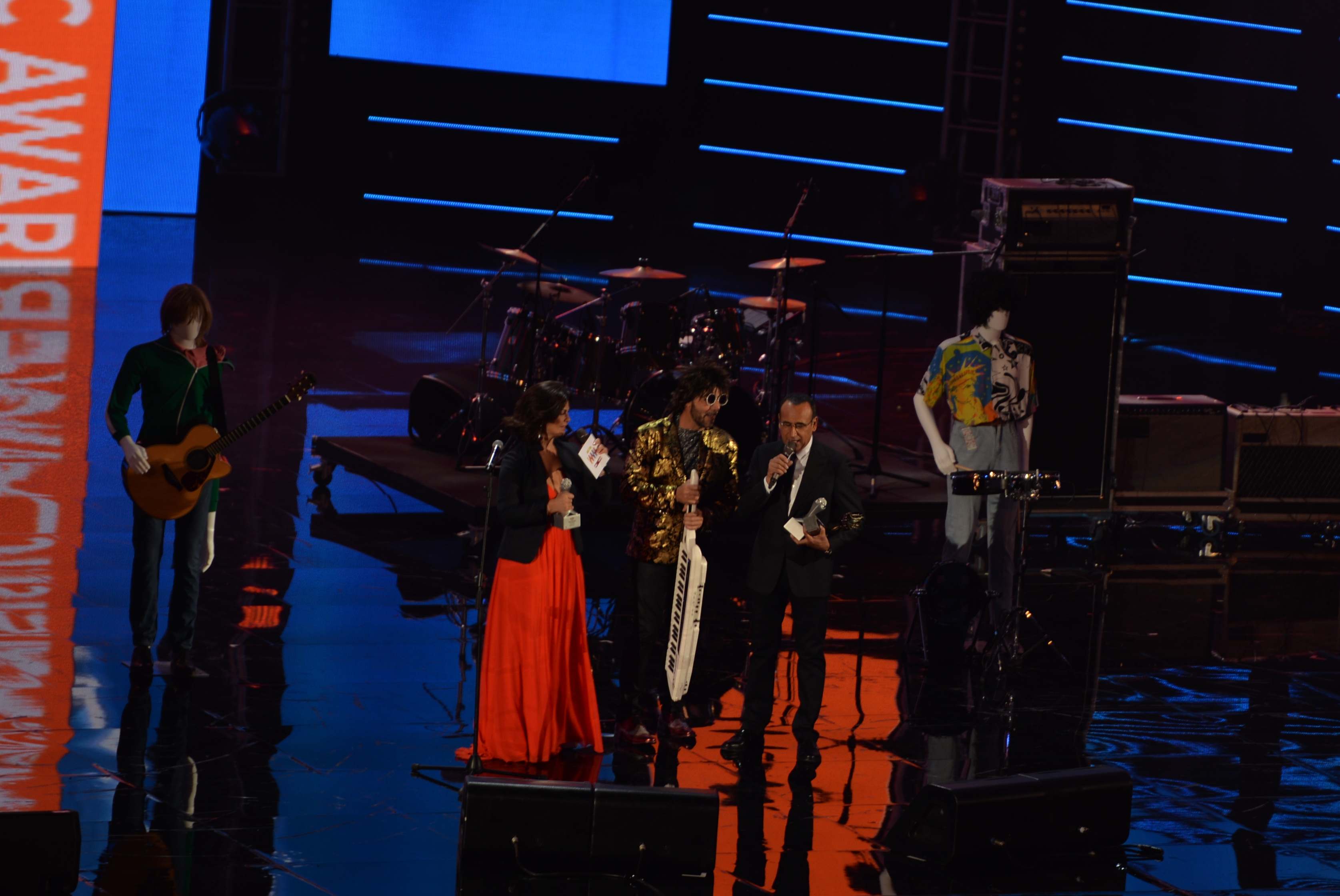
Max Gazzè bei der Verleihung der Wind Music Awards 2016

Im Sommer 2011 ging Gazzè zusammen mit dem Orchester Filarmonica Arturo Toscanini aus Parma im Rahmen des Projekts L’uomo sinfonico auf Tour: Dabei präsentierte er eine Auswahl seiner Lieder mit neuen Arrangements. 2013 kehrte er hingegen nach Sanremo zurück und präsentierte dort Sotto casa und I tuoi maledettissimi impegni, von denen ersteres den Finaleinzug schaffte. Im Anschluss erschien das Album Sotto casa. Außerdem hatte der Sänger einen Auftritt im italienischen Science-Fiction-Film 12 12 12. Im Jahr darauf schloss er sich mit Daniele Silvestri und Niccolò Fabi zum Projekt Fabi Silvestri Gazzè zusammen, aus dem das Kollaboalbum Il padrone della festa hervorging, das für alle drei Beteiligten das erste Nummer-eins-Album wurde. Aus der ausgedehnten gemeinsamen Tournee ging 2015 auch ein gleichnamiges Livealbum hervor. Im Drama Missverstanden von Asia Argento übernahm Gazzè 2014 seine dritte Filmrolle.
Ende 2015 brachte Gazzè sein neues Soloalbum Maximilian heraus. Erfolgreiche Singles daraus waren La vita com’è und Ti sembra normale. Nach einer längeren Pause wurde seine Teilnahme am Sanremo-Festival 2018 angekündigt. Dort erreichte er mit La leggenda di Cristalda e Pizzomunno den sechsten Platz und wurde mit dem Sonderpreis für das beste Arrangement ausgezeichnet. Im Anschluss erschien das nächste Album Alchemaya.

## Diskografie

### Studioalben
- Contro un’onda del mare (1996)

| Jahr | Titel Musiklabel                                   | Höchstplatzierung, Gesamtwochen, AuszeichnungChartsChartplatzierungen (Jahr, Titel, Musiklabel, Platzierungen, Wochen, Auszeichnungen, Anmerkungen) | Anmerkungen                                 |
| Jahr | Titel Musiklabel                                   | IT | Anmerkungen                                 |
| ---- | -------------------------------------------------- | --- | ------------------------------------------- |
| 1998 | La favola di Adamo ed Eva Virgin                   | IT36 (2 Wo.)IT |                                             |
| 1999 | La favola di Adamo ed Eva (Sanremo edition) Virgin | IT28 (8 Wo.)IT |                                             |
| 2000 | Max Gazzè Virgin                                   | IT11 (23 Wo.)IT |                                             |
| 2001 | Ognuno fa quello che gli pare? Virgin              | IT26 (4 Wo.)IT |                                             |
| 2004 | Un giorno Capitol                                  | IT20 (9 Wo.)IT |                                             |
| 2008 | Tra l’aratro e la radio Venus                      | IT16 (14 Wo.)IT |                                             |
| 2010 | Quindi? Universal                                  | IT6 Gold · (25 Wo.)IT | Verkäufe: + 25.000                          |
| 2013 | Sotto casa Universal                               | IT7 Gold · (46 Wo.)IT | Verkäufe: + 30.000                          |
| 2014 | Il padrone della festa Universal/Sony              | IT1 Platin · (50 Wo.)IT | als Fabi Silvestri Gazzè Verkäufe: + 50.000 |
| 2015 | Maximilian Universal                               | IT3 Platin · (66 Wo.)IT | Verkäufe: + 50.000                          |
| 2018 | Alchemaya Universal                                | IT7 (13 Wo.)IT |                                             |
| 2021 | La matematica dei Rami Universal                   | IT4 (2 Wo.)IT |                                             |

### Livealben
| Jahr | Titel Musiklabel                             | Höchstplatzierung, Gesamtwochen, AuszeichnungChartsChartplatzierungen (Jahr, Titel, Musiklabel, Platzierungen, Wochen, Auszeichnungen, Anmerkungen) | Anmerkungen              |
| Jahr | Titel Musiklabel                             | IT | Anmerkungen              |
| ---- | -------------------------------------------- | --- | ------------------------ |
| 2015 | Il padrone della festa – Live Universal/Sony | IT6 (21 Wo.)IT | als Fabi Silvestri Gazzè |

### Kompilationen
| Jahr | Titel Musiklabel                  | Höchstplatzierung, Gesamtwochen, AuszeichnungChartsChartplatzierungen (Jahr, Titel, Musiklabel, Platzierungen, Wochen, Auszeichnungen, Anmerkungen) | Anmerkungen |
| Jahr | Titel Musiklabel                  | IT | Anmerkungen |
| ---- | --------------------------------- | --- | ----------- |
| 2005 | Raduni 1995-2005 Capitol          | IT23 (11 Wo.)IT |             |
| 2013 | The Platinum Collection Universal | IT80 (1 Wo.)IT |             |

Weitere Kompilationen
- The Best of Platinum (2007)
- Una musica può fare (2008)

### Singles
| Jahr | Titel Album                                                     | Höchstplatzierung, Gesamtwochen, AuszeichnungChartplatzierungen (Jahr, Titel, Album, Platzierungen, Wochen, Auszeichnungen, Anmerkungen) | Höchstplatzierung, Gesamtwochen, AuszeichnungChartplatzierungen (Jahr, Titel, Album, Platzierungen, Wochen, Auszeichnungen, Anmerkungen) | Anmerkungen                                 |
| Jahr | Titel Album                                                     | IT | CH | Anmerkungen                                 |
| ---- | --------------------------------------------------------------- | --- | --- | ------------------------------------------- |
| 1999 | Una musica può fare La favola di Adamo ed Eva (Sanremo edition) | IT12 (3 Wo.)IT | — |                                             |
| 2000 | Il timido ubriaco Max Gazzè                                     | IT13 (8 Wo.)IT | — |                                             |
| 2003 | Taxi Europa Taxi Europa (Stephan Eicher)                        | — | CH53 (4 Wo.)CH | Stephan Eicher feat. Gazzè & Grönemeyer     |
| 2008 | Il solito sesso Tra l’aratro e la radio                         | IT4 ×2Doppelplatin (2024) · (18 Wo.)IT                                                                                                   | — | Verkäufe: + 50.000                          |
| 2010 | Mentre dormi Quindi?                                            | IT8 Gold · (27 Wo.)IT | — | Verkäufe: + 15.000                          |
| 2010 | A cuore scalzo Quindi?                                          | IT72 (1 Wo.)IT | — |                                             |
| 2013 | Sotto casa                                                      | IT5 ×2Doppelplatin · (28 Wo.)IT | — | Verkäufe: + 60.000                          |
| 2013 | I tuoi maledettissimi impegni Sotto casa                        | IT73 (6 Wo.)IT | — |                                             |
| 2014 | Life Is Sweet Il padrone della festa                            | IT23 Gold · (14 Wo.)IT | — | als Fabi Silvestri Gazzè Verkäufe: + 15.000 |
| 2014 | L’amore non esiste Il padrone della festa                       | IT12 Gold · (18 Wo.)IT | — | als Fabi Silvestri Gazzè Verkäufe: + 15.000 |
| 2015 | La vita com’è Maximilian                                        | IT11 ×2Doppelplatin · (28 Wo.)IT | — | Verkäufe: + 100.000                         |
| 2016 | Ti sembra normale Maximilian                                    | IT34 ×2Doppelplatin · (21 Wo.)IT | — | Verkäufe: + 100.000                         |
| 2017 | Pezzo di me Nel caos di stanze stupefacenti                     | IT66 Platin · (9 Wo.)IT | — | Levante feat. Max Gazzè Verkäufe: + 50.000  |
| 2018 | La leggenda di Cristalda e Pizzomunno Alchemaya                 | IT20 (2 Wo.)IT | — |                                             |
| 2021 | Il farmacista –                                                 | IT30 (2 Wo.)IT | — | Beitrag zum Sanremo-Festival 2021           |

Weitere Singles
- 1997 – Cara Valentina
- 1998 – La favola di Adamo ed Eva
- 1998 – Vento d'estate (IT: Gold [25.000+])[4]
- 1999 – Colloquium vitae
- 2000 – L’uomo più furbo
- 2000 – Su un ciliegio esterno
- 2001 – Non era previsto
- 2001 – Il debole tra i due
- 2004 – La nostra vita nuova
- 2004 – Annina
- 2005 – Splendere ogni giorno il sole
- 2011 – Il drago che ti adora
- 2013 – Buon compleanno
- 2016 – Mille volte ancora
- 2016 – Teresa (IT: Gold [25.000+])[4]

### Gastbeiträge
| Jahr | Titel Album                 | Höchstplatzierung, Gesamtwochen, AuszeichnungChartplatzierungen (Jahr, Titel, Album, Platzierungen, Wochen, Auszeichnungen, Anmerkungen) | Höchstplatzierung, Gesamtwochen, AuszeichnungChartplatzierungen (Jahr, Titel, Album, Platzierungen, Wochen, Auszeichnungen, Anmerkungen) | Anmerkungen                                                                 |
| Jahr | Titel Album                 | IT | CH | Anmerkungen                                                                 |
| ---- | --------------------------- | --- | --- | --------------------------------------------------------------------------- |
| 2018 | Posso Notti brave: After EP | IT13 ×2Doppelplatin · (32 Wo.)IT | — | Erstveröffentlichung: 16. November 2018 feat. Max Gazzè Verkäufe: + 100.000 |

## Filmografie
- 2010: Basilicata Coast to Coast
- 2013: 12 12 12
- 2014: Missverstanden (Incompresa)
- 2023: Diabolik ist nicht zu fassen (Diabolik chi sei?)

## Belege
1. ↑  L’uomo sinfonico, laison artistica fra pop e lirica firmata Max Gazzè. In: LaStampa.it. Fiat, 13. Juli 2011, abgerufen am 11. Oktober 2016 (italienisch).
2. ↑  FSG – Fabi Silvestri Gazzè. Archiviert vom Original (nicht mehr online verfügbar) am 4. September 2017; abgerufen am 12. Oktober 2016 (italienisch).  Info: Der Archivlink wurde automatisch eingesetzt und noch nicht geprüft. Bitte prüfe Original- und Archivlink gemäß Anleitung und entferne dann diesen Hinweis.
3. 1 2 3  Chartquellen (Alben):
  - Guido Racca & Chartitalia: Top 100 FIMI Album. Lulu, 2013, S. 112.
  - Alben von Max Gazzè. In: Italiancharts.com. Hung Medien, abgerufen am 4. April 2018.
4. 1 2 3 4 5 6 7 8 9 10 11 12 13 14 15  Auszeichnungen von Max Gazzè. FIMI, abgerufen am 1. Januar 2025.
5. 1 2  Chartquellen (Singles):
  - Guido Racca & Chartitalia: Top 100 FIMI Singoli. Lulu, 2013, S. 96.
  - Archivio classifiche Top Singoli. FIMI, abgerufen am 4. April 2018 (italienisch).
  - Songs von Gazzè. In: hitparade.ch. Hung Medien, abgerufen am 5. Juli 2019.

| Personendaten    | Personendaten                          |
| ---------------- | -------------------------------------- |
| NAME             | Gazzè, Max                             |
| ALTERNATIVNAMEN  | Gazzè, Massimiliano                    |
| KURZBESCHREIBUNG | italienischer Musiker und Schauspieler |
| GEBURTSDATUM     | 6. Juli 1967                           |
| GEBURTSORT       | Rom                                    |